# Liste der Golfplätze im Land Salzburg
Die Liste der Golfplätze im Land Salzburg bietet eine Übersicht über alle Golfplätze im Land Salzburg mit Stand 2018.
| Bad Gastein |

| Römergolf |

| Eugendorf |

| Waldhof |

| Jagdhof |

| Goldegg |

| Hallein |

| Henndorf |

| Mittersill |

| Radstadt |

| Salzburg |

| Urslautal |

| Brandlhof |

| St. Johann |

| St. Michael |

| Zell am See |

| Region    | Bezirk               | Gemeinde              | Club                        | Ort         | Typ      | Loch  | Par    | Anmerkung |
| --------- | -------------------- | --------------------- | --------------------------- | ----------- | -------- | ----- | ------ | --------- |
| Pongau    | St. Johann im Pongau | Bad Gastein           | GC Gastein                  | Bad Gastein | Parkland | 18    | 71     |           |
| Flachgau  | Salzburg-Umgebung    | Eugendorf             | GC Römergolf                | Eugendorf   | Parkland | 18+9  | 69     |           |
| Flachgau  | Salzburg-Umgebung    | Eugendorf             | GC Eugendorf                | Eugendorf   | Parkland | 18    | 72     |           |
| Flachgau  | Salzburg-Umgebung    | Fuschl am See         | GC Waldhof                  | Waldhof     | Parkland | 9     | 62     |           |
| Flachgau  | Salzburg-Umgebung    | Fuschl am See         | GC Fuschl                   | Jagdhof     | Parkland | 9     | 62     |           |
| Pongau    | St. Johann im Pongau | Goldegg im Pongau     | GC Goldegg                  | Maierhof    | Parkland | 18    | 72     |           |
| Tennengau | Hallein              | Hallein               | GC Rif                      | Rif         | Parkland | 9     | 45     |           |
| Flachgau  | Salzburg-Umgebung    | Henndorf am Wallersee | GC Gut Altentann            | Hof         | Parkland | 18    | 72     |           |
| Pinzgau   | Zell am See          | Mittersill            | GC Nationalpark Hohe Tauern | Felben      | Parkland | 18    | 70     |           |
| Pongau    | St. Johann im Pongau | Radstadt              | GC Radstadt                 | Radstadt    | Parkland | 18+9  | 71     |           |
| Flachgau  | Salzburg             | Salzburg              | GC Klessheim                | Kleßheim    | Parkland | 9     | 70     |           |
| Pinzgau   | Zell am See          | Saalfelden            | GC Urslautal                | Schinking   | Parkland | 18    | 71     |           |
| Pinzgau   | Zell am See          | Saalfelden            | GC Brandlhof                | Saalfelden  | Parkland | 18    | 72     |           |
| Pongau    | St. Johann im Pongau | St. Johann im Pongau  | GC Sankt Johann             | Urreiting   | Parkland | 2x9   | 69, 54 |           |
| Lungau    | Tamsweg              | St. Michael im Lungau | GC Lungau/Katschberg        | St. Michael | Parkland | 18+9  | 72     |           |
| Pinzgau   | Zell am See          | Zell am See           | GC Zell-Kaprun-Saalbach     | Zell am See | Parkland | 18+18 | 72, 73 |           |